# Clubionina pallida
Clubionina pallida är en spindelart som beskrevs av Lucien Berland 1947. Clubionina pallida ingår i släktet Clubionina och familjen säckspindlar. Inga underarter finns listade i Catalogue of Life.